# Bishoi di Nitria
Bishoi (Shansa, 320 – Ansena, 14 luglio 417) venerato come santo dalla Chiesa Copta e fondatore del monastero a lui in seguito intitolato sito presso Nitria (ora Wadi el-Natrun), nell'odierno Egitto.

## Agiografia
Le informazioni sulla vita di Bishoi sono scarne e non pienamente attendibili a livello storico.
Nato nel 320 nella località egiziana di Menūfiyya (ma per altre versioni in un piccolo paese chiamato Shansa), nel 340, per sfuggire ad una persecuzione religiosa, fuggì nel deserto insieme all'eremita san Giovanni il piccolo, e presto a loro si aggregarono molti monaci. Tra il 385 e il 390 costruì una chiesa nei pressi delle grotte ove si erano rifugiati la quale, restaurata nel corso dei secoli, è oggi un museo. Quando nel 407 i Berberi invasero il luogo di culto Yehoi si recò sui monti presso Ansana dove incontrò Paolo di Tammah. Morì nel 417.
Il suo corpo, tuttora incorrotto, fu in seguito traslato dalla montagna e riportato nel monastero da lui fondato, che in suo onore prese il nome di San Bishoi. Oggi il monastero copto a lui dedicato comprende 400 ettari di terreno coltivati a frutta, verdura e olivi e contiene in sé una clinica medica a servizio della comunità.